# Antoine Vechte
Antoine Vechte est un orfèvre, joaillier et médailleur français (né le 27 prairial an VIII à Vic-sous-Thil et mort à Avallon le 30 août 1868). Collaborateur de François-Désiré Froment-Meurice, il a réalisé un très grand nombre d'œuvres sous la monarchie de Juillet puis à Londres à partir de 1848.

## Biographie
Il nait le 27 prairial an VIII (16 juin 1800) à Vic-sous-Thil (Côte-d'Or), au lieu-dit la Maison Dieu, d'un père menuisier. Il commence sa carrière comme joaillier, se faisant une spécialité de la reproduction de bijoux de la Renaissance. Certains sont même vendus comme des originaux. 
Il rejoint ensuite l'atelier de François-Désiré Froment-Meurice à Paris pour qui il réalise de nombreuses œuvres inspirées de la Renaissance. Il participe notamment à la fabrication de la Coupe des vendanges. 
Après la Révolution de 1848, il gagne Londres où il travaille pour le compte de Hunt & Roskell. Il acquiert une grande renommée pour son travail du métal au repoussé, ses œuvres étant copiées par galvanoplastie. Il regagne la France à sa retraite en 1861.
Il est le premier ciseleur à avoir été nommé Chevalier de l'ordre Impérial de la Légion d'Honneur (1848).
Il participe aux expositions universelles de 1855, 1862 puis 1867 où il remporte la médaille d'or pour la couverture en platine d'une bible destinée au duc d'Aumale.
Il décède le 30 août 1868 "d'une courte et douloureuse maladie".

## Œuvres conservées dans des musées ou collections publiques

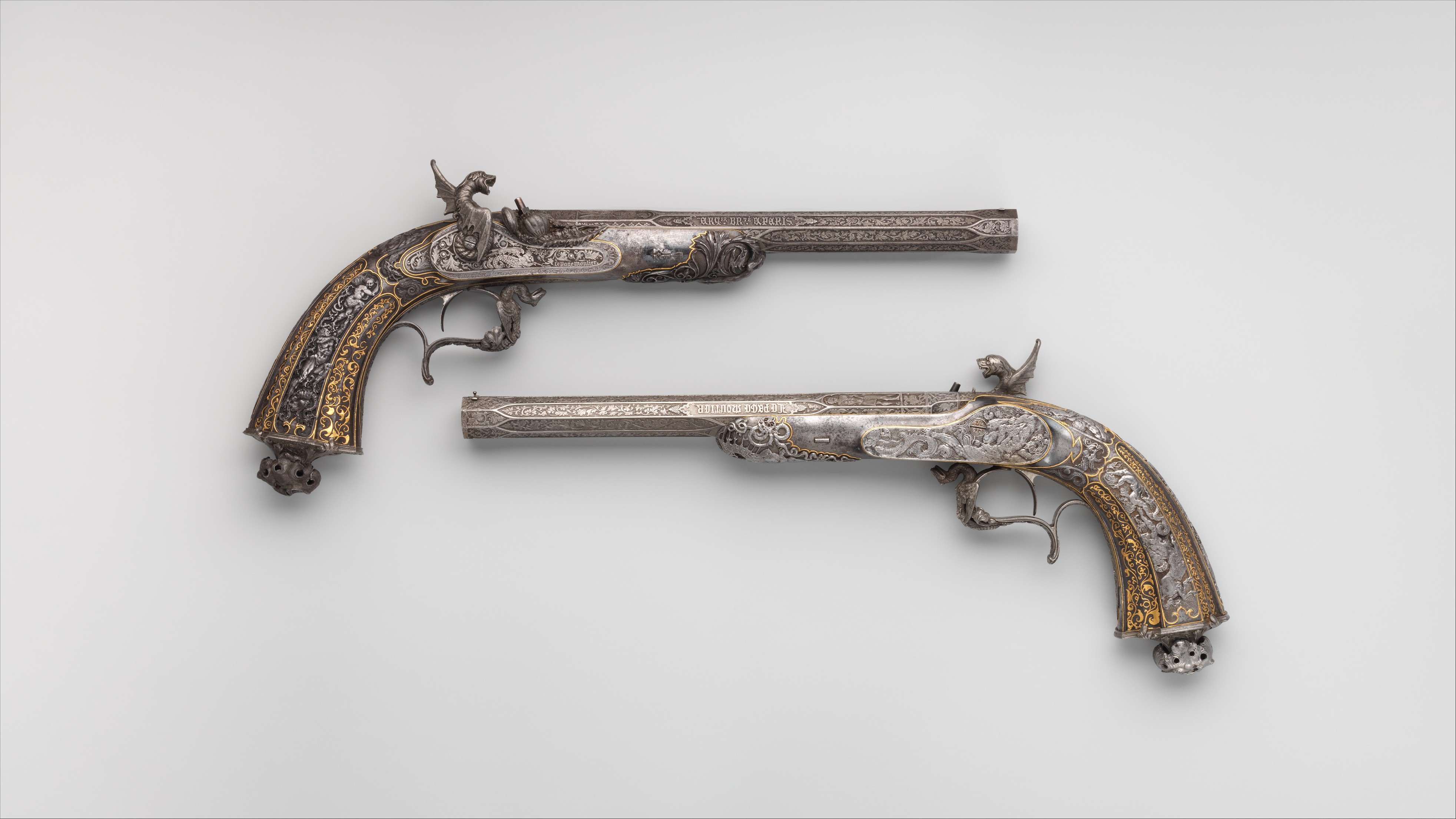
Paire de pistolets, Metropolitan Museum of Art.

- Vase de Neptune et Galathée, 1836-1843, commandée par le duc de Luyne, Rijksmuseum Amsterdam[5]
- Coupe des vendanges, musée du Louvre
- Vase de la création, 1849-1861, commandée par Adolphe Thiers, musée du Louvre[6]
- décoration d'une paire de pistolets, 1849, Metropolitan Museum of Art[7]
- Le Bouclier des poètes italiens, 1851, Victoria and Albert Museum[8]
- Couverture de la boite du manuscrit des Très Riches Heures du duc de Berry, commandé par le duc d'Aumale